# 모빌아머
모빌아머(영어: Mobile Armor ,MA, 일본어: モビルアーマー)는 TV 애니메이션 《기동전사 건담》을 초대작으로 하는 《건담 시리즈》에 등장하는 가공의 병기이다.

## 각 작품 시리즈의 모빌아머

### 《기동전사 건담》 시리즈 (우주세기)

#### 해설
모빌아머(MOBILE All Range Maneuverability Offence Utility Reinforcement, 전 영역 범용 지원 화기)의 시초는 지온 공국군이 배치한 비그로의 원형기 "MIP-X1"으로 거슬러 올라간다. MIP사가 개발한 MIP-X1은 지오닉사가 개발한 모빌슈트(MS)의 시초인 클럽맨(ZI-XA3, MS-01)과의 경쟁에서 패배해 주력 무기로서의 지위를 얻지 못했다. 그러나 MIP-X1은 AMBAC의 우주 공간에서의 성능이 매우 높았기 때문에, AMBAC 시스템을 이용한 강력한 기동병기인 모빌아머(MA)로 개발되는 단계에 이르렀다. 모빌슈트(MS)는 범용 병기로는 제 성능을 발휘했지만, 그 때문에 국지전에 대비하지 못하는 사태도 발생했다. 모빌아머(MA)는 그 해결책이 되는 공격력을 중시한 이동 지원 화기로 기능해, 일년전쟁시의 일반적인 모빌슈트(MS)에 탑재할 만큼의 소형이 아니었던 사이코뮤를 실전기에 투입하는 것도 가능했다.
철혈의 오펀스 2기 화성의 왕 모빌아머 하슈말,
유니콘 건담 모빌아머 네오 지옹,
라플레시아,등이 있다.